# Holcocerus arenicola
Holcocerus arenicola är en fjärilsart som beskrevs av Otto Staudinger 1879. Holcocerus arenicola ingår i släktet Holcocerus och familjen träfjärilar. Inga underarter finns listade i Catalogue of Life.